# Сантана, Клебер
Клебер Сантана Лурейро (порт.-браз. Cléber Santana Loureiro; 27 июня 1981, Олинда, Бразилия — 28 ноября 2016, Серро-Гордо, Ла-Уньон, Антьокия, Колумбия) — бразильский футболист, полузащитник.

## Клубная карьера
Клебер Сантана Лурейро родился в 1981 году в Олинде (Бразилия). Клебер начал профессионально заниматься футболом относительно поздно, в возрасте 18 лет. В 1999 году он вошёл в состав молодёжной команды ФК «Спорт Ресифи». В составе этой команды в 2000 году Сантана стал обладателем Копа Нордесте (Чемпионат Северо-Востока) и победителем Лиги Пернамбукано. В период с 2001 по 2003 год Клебер играл в основном составе «Спорта».
В 2004 году футболист перешёл в «Виторию», где провёл год и регулярно выходил на поле. В составе «Витории» Клебер стал чемпионом штата Баия.
В 2005 году Клебер Сантана стал игроком японского клуба «Касива Рейсол». В японском чемпионате он также провёл год. В составе «Касивы Рейсол» Клебер забил 8 голов.
В 2006—2007 годах Клебер Сантана играл в «Сантосе».
В июле 2007 года мадридский «Атлетико» подписал с футболистом трёхлетний контракт. Сумма трансфера составила 6 миллионов евро.
В сезоне 2008/09 Клебер выступал за «Мальорку» на правах аренды.
26 января 2010 года Клебер перешёл в бразильский клуб «Сан-Паулу», подписав контракт на 3 года. В 2011 году на правах аренды выступал за «Атлетико Паранаэнсе».
С 2015 года выступал за «Шапекоэнсе». В 2016 году вместе со своей командой вышел в финал Южноамериканского кубка.
28 ноября 2016 года Клебер Сантана погиб в авиакатастрофе под Медельином, куда «Шапекоэнсе» летел на первый финальный матч ЮАК. Вместе с ним погибла примерно половина состава «Шапе» и тренерский штаб клуба в полном составе во главе с тренером Кайо Жуниором. На момент катастрофы Клебер был капитаном команды.

## Достижения
- Чемпион штата Сан-Паулу (2): 2006, 2007
- Чемпион штата Санта-Катарина (2): 2012, 2016
- Чемпион штата Баия (1): 2004
- Обладатель Кубка штата Баия (1): 2004
- Чемпион штата Пернамбуку (2): 2000, 2003
- Обладатель Кубка штата Пернамбуку (1): 2003
- Обладатель Кубка Северо-Востока (1): 2000
- Победитель Лиги Европы (1): 2009/10
- Победитель Кубка Интертото (1): 2007
- Чемпион Южноамериканского кубка (1, посмертно): 2016